# Maniglione antipanico

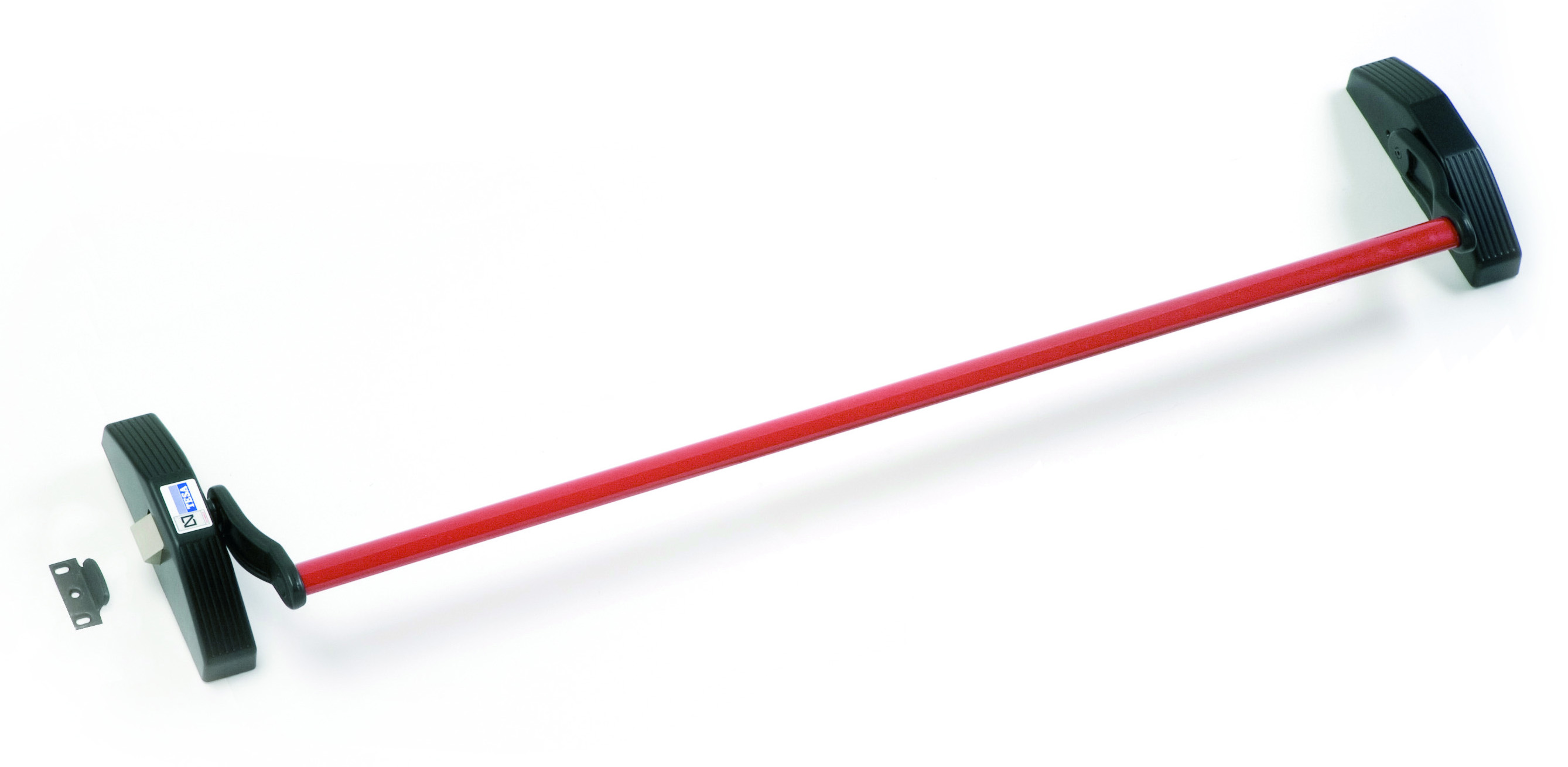
Maniglione antipanico

Un maniglione antipanico è un dispositivo di sicurezza installato sulle porte di emergenza per consentire l'apertura rapida in caso di evacuazione. È progettato per essere facilmente azionato mediante una pressione sul maniglione stesso, senza necessità di utilizzare chiavi o altre modalità di sblocco, anche in situazioni di panico.
Questi dispositivi sono regolati da normative nazionali e internazionali che ne specificano i requisiti tecnici e di installazione, come la norma europea EN 1125, applicabile alle uscite di emergenza in luoghi pubblici, dove il rischio di panico è elevato.
I maniglioni antipanico possono essere realizzati in diversi materiali, tra cui acciaio e alluminio, e possono integrare meccanismi elettronici per il controllo degli accessi, purché ciò non comprometta la funzione di apertura rapida in caso di emergenza.